# Softbol nos Jogos Sul-Americanos de 2010
O torneio de softbol nos Jogos Sul-Americanos de 2010 ocorreu entre 21 e 25 de março no Diamante de Softbol Oswaldo Osorio, em Medellín. Apenas um evento feminino foi disputado, com quatro equipes.

## Calendário
| Março   | 17 | 18 | 19 | 20 | 21 | 22 | 23 | 24 | 25 | 26 | 27 | 28 | 29 | 30 | T |
| ------- | -- | -- | -- | -- | -- | -- | -- | -- | -- | -- | -- | -- | -- | -- | - |
| Softbol |    |    |    |    |    |    |    |    | 1  |    |    |    |    |    | 1 |

## Medalhistas
| Evento   | Ouro | Prata | Bronze |
| Feminino | Yuruby Alicart Maryluz Torrez Daniela de Oliveira Cristina Isabel Rodriguez Ana Teresa Coscorrosa Mariangee Bogado Jocelyn Diaz Denisse Fuenmayor Yaicei Veronica Sojo Adriana Velasquez Mirian Jimenez Mari Jose Soto Yusmary Perez Maribel Riera Grisel Leon Diaz Fabiana Hernandez Geraldine Puertas VEN Venezuela | Mayra Espitaleta Castro Vianys Garcia Perez Claudia Leon Moreno Luisa Londono Montoya Olga Mazo Hernandez Melisa Garcia Nieto Yadira Conrado Pinilla Chelsa Mclean Henry Lupe Padilla Jimenez Solibeth Nunez Torres Janey Penata Tapia Luz Jordan Cordoba Durley Giraldo Isaza Kerlyn Guzman Arevalo Ana Olivo Alfaro Luz Leivis Perez Morales Ibeth Perez Ospino Libis Hurtado Payares COL Colômbia | Virginia Susana Sciuto Diaz Ana Laura Grandes Aldana Florencia Gomez Maria Florencia Olheiser Natalia Soledad Jimenez Paula Vanesa Morbelli Dolores Fernandez Maria Soledad Angeletti Nadia Soledad Heis Paula Meizoso Tatiana Soledad Tavella Ivana Antonella Viva Magali Nadia Frezzotti Pamela Clark Carla Gabriela Villalva Maria Del Pilar Rodriguez Florencia Mariana Aranda Centeno Lia Melisa Estefania Echeveste ARG Argentina |

## Resultados

### Primeira fase
| Equipe        | V | D | E | PF | PC | Pts |
| ------------- | - | - | - | -- | -- | --- |
| VEN Venezuela | 6 | 0 | 0 | 52 | 2  | 18  |
| ARG Argentina | 4 | 2 | 0 | 29 | 24 | 12  |
| COL Colômbia  | 2 | 4 | 0 | 27 | 19 | 6   |
| PER Peru      | 0 | 6 | 0 | 4  | 67 | 0   |

Todos os jogos seguem a hora oficial de Medellín (UTC-5)
| Horário     | Jogo      | Jogo | Jogo      |
| ----------- | --------- | ---- | --------- |
| 21 de março |           |      |           |
| 09:00       | Colômbia  | 9-0  | Peru      |
| 11:00       | Venezuela | 10-0 | Argentina |
| 13:00       | Colômbia  | 4-5  | Argentina |
| 15:00       | Venezuela | 10-0 | Peru      |
| 22 de março |           |      |           |
| 09:00       | Peru      | 2-11 | Argentina |
| 11:00       | Peru      | 0-13 | Colômbia  |
| 13:00       | Argentina | 2-5  | Venezuela |
| 15:00       | Venezuela | 10-0 | Colômbia  |
| 23 de março |           |      |           |
| 09:00       | Peru      | 0-15 | Venezuela |
| 11:00       | Argentina | 9-2  | Peru      |
| 13:00       | Argentina | 2-1  | Colômbia  |
| 15:00       | Colômbia  | 0-2  | Venezuela |

### Fase final
Nos playoffs, a equipe classificada em primeiro lugar enfrentou a segunda colocada, e a terceira enfrentou a quarta. A equipe vencedora do primeiro jogo se classificou para a superfinal, enquanto a perdedora enfrentou a vencedora do segundo jogo na decisão do bronze, cuja vencedora joga a superfinal.
|  | Semifinais 1 e 2 | Semifinais 1 e 2 | Semifinais 1 e 2 |   |  | Decisão do bronze | Decisão do bronze | Decisão do bronze |  |          | Final | Final     | Final |
|  |                  |                  |                  |   |  |                   |                   |                   |  |          |       |           |       |
|  |                  | Venezuela        | 12               |   |  |                   |                   |                   |  |          |       |           |       |
|  |                  | Argentina        | 0                |   |  |                   |                   |                   |  |          |       | Venezuela | 7     |
|  |                  |                  |                  |   |  | Argentina         | 1                 |                   |  | Colômbia | 1     |           |       |
|  |                  |                  | Colômbia         | 7 |  |                   |                   |                   |  |          |       |           |       |
|  |                  | Peru             | 0                |   |  |                   |                   |                   |  |          |       |           |       |
|  |                  | Colômbia         | 5                |   |  |                   |                   |                   |  |          |       |           |       |

## Classificação final
| Pos. | Equipe        |
| ---- | ------------- |
|      | VEN Venezuela |
|      | COL Colômbia  |
|      | ARG Argentina |
| 4    | PER Peru      |